# Oryctina scabrida
Oryctina scabrida är en tvåhjärtbladig växtart som först beskrevs av August Wilhelm Eichler, och fick sitt nu gällande namn av Van Tiegh.. Oryctina scabrida ingår i släktet Oryctina och familjen Loranthaceae. Inga underarter finns listade i Catalogue of Life.